# (7897) Bohuška
(7897) Bohuška, désignation internationale (7897) Bohuska, est un astéroïde de la ceinture principale.

## Description
(7897) Bohuska est un astéroïde de la ceinture principale. Il fut découvert le 12 mars 1995 à l'Observatoire d'Ondřejov par Lenka Šarounová. Il présente une orbite caractérisée par un demi-grand axe de 3,07 UA, une excentricité de 0,20 et une inclinaison de 4,0° par rapport à l'écliptique.

## Compléments